# Max Terhune
Max Terhune est un acteur américain né le 12 février 1891 à Franklin (Indiana) et mort le 5 juin 1973 à Cottonwood (Arizona).
Il a principalement joué dans des westerns de série B.

## Filmographie
- 1936 : Ride Ranger Ride (en) de Joseph Kane : Rufe Jones
- 1936 : Ghost-Town Gold (en) de Joseph Kane : Lullaby Joslin
- 1936 : The Big Show de Mack V. Wright : Ventriloquist
- 1936 : Roarin' Lead (en) de Sam Newfield et Mack V. Wright : Lullaby Joslin
- 1937 : Riders of the Whistling Skull (en) : Lullaby Joslin
- 1937 : Hit the Saddle de Mack V. Wright : Lullaby Joslin
- 1937 : Hit Parade of 1937 : Rusty Callahan
- 1937 : Gunsmoke Ranch (en) de Joseph Kane : Lullaby Joslin
- 1937 : Come On, Cowboys! : Lullaby Joslin
- 1937 : Range Defenders (en) de Mack V. Wright : Lullaby Joslin
- 1937 : Heart of the Rockies (en) de Joseph Kane : Lullaby Joslin
- 1937 : The Trigger Trio (en) de William Witney : Lullaby Joslin
- 1937 : Manhattan Merry-Go-Round de Charles Reisner : Alibi
- 1937 : Wild Horse Rodeo (en) de George Sherman : Lullaby Joslin
- 1937 : Mama Runs Wild : Applegate
- 1938 : The Purple Vigilantes (en) de George Sherman : Lullaby' Joslin
- 1938 : Call the Mesquiteers (en) de John English : Lullaby' Joslin
- 1938 : Outlaws of Sonora (en) de George Sherman : Lullaby Joslin
- 1938 : Ladies in Distress : Dave Evans
- 1938 : Riders of the Black Hills : Lullaby Joslin
- 1938 : Héros de la montagne (en) de George Sherman : Lullaby
- 1938 : Pals of the Saddle de George Sherman : Lullaby Joslin
- 1938 : Guet-apens dans les airs (Overland Stage Raiders) de George Sherman : Lullaby Joslin
- 1938 : Santa Fe Stampede de George Sherman : Lullaby Joslin
- 1938 : La Ruse inutile (Red River Range) de George Sherman : Lullaby Joslin
- 1939 : Les Cavaliers de la nuit (The Night Riders) de George Sherman : Lullaby Joslin
- 1939 : Man of Conquest de George Nichols Jr. : Deaf Smith
- 1939 : La Lutte pour le ranch (Three Texas Steers) de George Sherman : Lullaby Joslin
- 1940 : The Range Busters (en) de S. Roy Luby (en) : Alibi
- 1940 : Rapt à l'ouest (en) (Trailing Double Trouble) de S. Roy Luby (en) : Alibi' Terhune
- 1940 : West of Pinto Basin : Alibi
- 1941 : Trail of the Silver Spurs : Alibi Terhune
- 1941 : The Kid's Last Ride : Alibi Terhune
- 1941 : Tumbledown Ranch in Arizona : Alibi Terhune
- 1941 : Wrangler's Roost (en) de S. Roy Luby (en) : Alibi Terhune
- 1941 : Fugitive Valley : Alibi Terhune / The Professor
- 1941 : Saddle Mountain Roundup : Alibi Terhune
- 1941 : Tonto Basin Outlaws (en) de S. Roy Luby (en) : Alibi Terhune
- 1941 : Underground Rustlers : 'Alibi' Terhune
- 1942 : Thunder River Feud : Alibi Terhune
- 1942 : Rock River Renegades : Alibi Terhune
- 1942 : Boot Hill Bandits : Alibi' Terhune
- 1942 : Troubles au Texas (Texas Trouble Shooters) : Alibi' Terhune
- 1942 : Arizona Stage Coach : Alibi Terhne
- 1942 : Texas to Bataan : Alibi Terhune
- 1942 : Trail Riders : Alibi Terhune
- 1943 : Two Fisted Justice : Alibi Terhune
- 1943 : Haunted Ranch (en) de Robert Emmett Tansey : Alibi Terhune
- 1943 : Land of Hunted Men : Alibi Terhune
- 1943 : Cowboy Commandos : Alibi Terhune, (as Max 'Alibi' Terhune)
- 1943 : Black Market Rustlers : Alibi' Terhune
- 1943 : Bullets and Saddles (en) d'Anthony Marshall : Alibi Terhune
- 1944 : Cowboy Canteen (en) : Professor' Merlin
- 1944 : Sheriff of Sundown : Third Grade Simms
- 1944 : Harmony Trail (en) de Robert Emmett Tansey : Marshal Max
- 1946 : Swing, Cowboy, Swing : Alibi Terhune
- 1947 : Along the Oregon Trail : Max Terhune
- 1948 : The Sheriff of Medicine Bow : Alibi Terhune
- 1948 : Gunning for Justice : Alibi Parsons
- 1948 : Hidden Danger (en) de  Ray Taylor : Alibi
- 1949 : Law of the West (en) de  Ray Taylor : Alibi Jenkins
- 1949 : Trail's End : Alibi
- 1949 : West of El Dorado : Alibi
- 1949 : Range Justice : Alibi
- 1949 : Western Renegades (en) de Wallace Fox : Sheriff Alibi
- 1949 : Square Dance Jubilee (en) de Paul Landres : Shériff
- 1951 : L'Attaque de la malle-poste (Rawhide) d'Henry Hathaway : Miner
- 1951 : Le Chevalier du stade (Jim Thorpe -- All-American) de Michael Curtiz : Fermier
- 1956 : Géant (Giant) : Dr Walker